# Kader Khan
Pour les articles homonymes, voir Khan (homonymie).
Kader Khan est un scénariste, acteur et producteur indien de Bollywood né le 22 octobre 1937 à Kaboul en Afghanistan et mort le 31 décembre 2018 à Toronto au Canada,, auteur de plus de mille scripts ou scénarios.

## Biographie
Kader Khan est né à Kaboul, en Afghanistan, en 1937. Son père était Abdul Rahman Khan, de Kandahar, et sa mère, Iqbal Begum, de Pishin, dans l'Inde britannique (actuellement au Baloutchistan, au Pakistan). Khan avait trois frères, Shams et Rehman, Fazal Rehman et Habib et Rehman.
Kader Khan a été élevé dans le quartier de Kamathipura à Mumbai. [6] Il s'inscrivit dans une école municipale locale et plus tard au collège Ismail Yusuf [2], après quoi il obtint un Master en ingénierie (MIE) de l'Institution of Engineers (Inde), spécialisé en génie civil. 
Avant d'entrer dans le cinéma, Kader Khan enseignait l'ingénierie dans une école polytechnique à Mumbai.
D'origine pashtoune de la tribu Kadar, il a tourné dans plus de trois cents films en hindi et ourdou des rôles comiques ou des seconds rôles en compagnie de Govinda, Shakti Kapoor et Johnny Lever.
On le crédite d'être à l'origine de la notoriété d'Amitabh Bachchan par les dialogues mémorables de Mr. Natwarlal, Amar Akbar Anthony, Agneepath, Muqaddar Ka Sikander, Laawaris et Naseeb
Il a aussi créé une série télévisée appelée Hasna Mat sur la chaîne Star Plus.

### Famille
Son fils Sarfaraz Khan est aussi acteur.

## Filmographie partielle
2004 :
- Mujhse Shaadi Karogi

2006 :
- Umar
- Jigyaasa
- Lucky : No Time For Love
- Family: Ties of Blood

2007 :
- Jahan Jaaeyega Hamen Paaeyega
- Undertrial

2008 :
- Desh Drohi

2013 :
- Gang of Gardulle
- Deewana Main Deewana

2014 :
- Dil Bhi Khaali Jeb Bhi Khaali
- Ungli

## Récompenses
- Filmfare Award : meilleur acteur comique en 1991 pour Baap Numberi Beta Dus Numberi.
- Star Screen Awards : meilleur acteur comique en 1995 pour Taqdeerwala.